# 1795年4月10日の海戦
1795年4月10日の海戦（1795ねん4がつ10かのかいせん、Action of 10 April 1795）は、フランス革命戦争のさなかに起こった小規模の海戦で、フランス海軍の複数のフリゲート艦が、ブルターニュのブレスト封鎖に加わっていた、ジョン・コルポイズ少将指揮下のイギリス海軍戦隊に妨害を受けたものである。3隻から成るフランスの戦隊は数でまさるイギリス軍の目前で分裂し、離れ離れになって、イギリスの追跡から距離を引き伸ばして逃れようとした。この中の1隻グロワールは、イギリスのフリゲート艦アストレアに追われ。最終的には接近戦に持ち込まれた。この2隻は大きさはほぼ同じだったが、アストレアはグロワールをほんの1時間ほどで破ることができた。
他のフランス艦もイギリスの戦列艦に追跡された。この追跡はかなり長引き、翌11日の朝になってイギリス艦ハンニバルがフランスのフリゲート艦ジャンティーユを捕獲した。ハンニバルは敵艦よりもはるかに大きく、ジャンティーユの艦長は、無駄な戦いをするよりも即座に降伏する方を選んだ。最後のフランス艦フラテルニテ (艦船)はうまく追跡をかわした。ポーツマスで修理を済ませた後、コルポイズの戦隊はブレスト沖の任地に戻り、その年いっぱいここでの封鎖は続いた。

## 歴史的背景
1795年4月、英仏が交戦を開始してから2年以上が経過しており、海上におけるイギリスの支配はゆるぎないものがあった。イギリス海軍がフランスの主だった軍港の沖合で、艦隊により堅牢な海上封鎖を続けていたからであった。大西洋岸で最も大きな港はブルターニュのブレスト港で、フランスはここから英仏海峡や西大西洋の商船を狙うことができた。商船を襲ううえで最も効率のいい艦はフリゲート艦だった。身軽に素速く動けるため、迅速な攻撃で、相手に反撃させずに打ちのめすことが可能だったからである。イギリスの封鎖艦隊の大きな役割の一つが、軍港から出現するフランスのフリゲート艦の発見と排除であった。

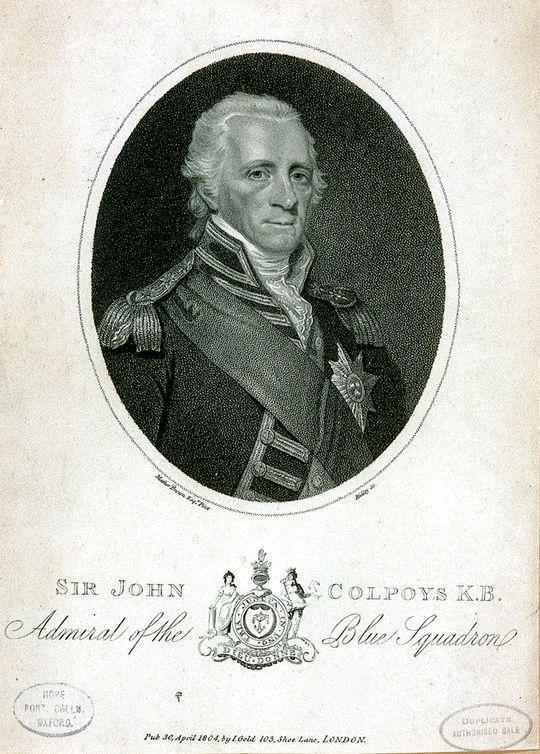
ジョン・コルポイズ

当時、ブレスト沖のイギリス封鎖艦隊の沿岸戦隊は、ジョン・コルポイズ少将の指揮下にあった。この戦隊は5隻の戦列艦、ロンドン、ヴァリアント、コロッサス、ハンニバル、ロバストとフリゲート艦アストレアとタリアで構成されており、封鎖の効果を上げていた。3月29日、この戦隊はフランスのコルヴェット艦ジャン・バールを捕らえ、その翌日には、行方不明になっていたイギリスの商船を再拿捕した。そして4月10日の午前10時、ブレストへの進入経路の沖合を航行していたイギリス戦隊は、3隻の軍艦が西へ向かうのを認めた 。
コルポイズはすぐさま戦隊に命令してこの3隻を追跡させた。正午になって、その得体のしれない3隻はフランスのフリゲート戦隊であることが分かった。この3隻は36門艦グロワール、ジャンティーユ、そしてフラテルニテで、総指揮官はグロワールの艦長ベンであった。3隻はブレストからビスケー湾に出て、3か月間敵艦襲撃の航海を続けたが、その時点までなんらめぼしい獲物はなく、スペインの商人のブリッグ船を捕らえただけだった。ベンはすぐに自分の戦隊に迫っている危機に気付き、3隻にイギリス艦隊からはるかに西の方へ逃げるように命じた。しかし風はコルポイズの戦隊に味方し、敵よりもはるかに優れたこの戦隊は、速やかにフランス戦隊に追いついた。敵の射程内に最初に入ったイギリス艦は、74門艦コロッサスで、指揮官のジョン・モンクトンは、再び両者の間隔が広がる前に、最後尾にいたフランス艦と何とか長距離砲を交わした。

## 戦闘
自分の戦隊の艦が、はるかに大きなイギリスの戦列艦に拿捕される危険があるのを見て、ベンは戦隊に離れ離れになるように命じた。ジャンティーユとフラテルニテは、グロワールから離れて行った。グロワールはイギリスの戦列艦ハンニバル、ロバストと共に西に向かっており、2隻の戦列艦はグロワールにぴったり接近していたが、グロワールは北西に向きを変えて、イギリス戦隊からうまく身をかわした。しかし、ヘンリー・ポーレット指揮の32門フリゲート艦アストレアのみはグロワールを追いかけ、日が落ちるまでどうにか追跡を続けた。

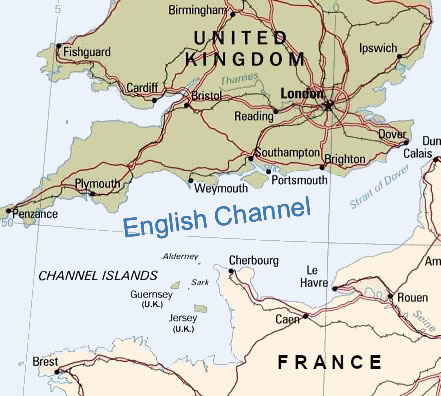
英仏海峡の地図。下左に見えるのがブレスト、ポーツマスの左下にあるのがワイト島

時刻は18時となり、他のイギリス艦ははるか彼方のものとなったが、ポーレットはグロワールを、アストレアの船尾甲板からの砲撃の射程内に持ち込むのに成功した。アストレアから発砲が行われ、ベンのグロワールも船尾砲で応戦した。2隻の英仏のフリゲート艦は、4時間半もの間交戦を行い、その間アストレアは逃げを打つ相手にゆっくりと追いついた。22時30分、ポーレットはついにアストレアに横付けできるまでに近づいて、それから58分間、近距離から砲火を交えた。ポーレットは砲火を敵艦の艦体に集中させ、一方ベンは兵たちに、イギリス艦の艤装とマストを使い物にならなくするように命じた。グロワールはアストレアと、砲弾の重さでも総トン数でもほぼ互角であり、この戦いは激戦となった。ベンは頭部を負傷し、アストレアのトップマストは3本すべてがひどく損害を受けた。あまりにも損害が激しかったため、戦闘の後に折れてしまった。しかし23時28分になって、2隻のイギリスの戦列艦が遠くの方に見え、ベンはグロワールをポーレットに明け渡した。
2隻の艦は共に損害を受けていた。アストレアのマストの損害は急ぎの修理を必要とし、一方グロワールも艤装と帆に損傷を受けていた。グロワールでは死傷者も多かった、艦長のベンを含む40人が戦死または負傷していた。その反対に、アストレアはひとりも戦死者が出なかったが、負傷した8人のうち1人が後で死んだ。ポーレットは2隻の修理を終わらせて、グロワールの臨時の指揮官に海尉のジョン・タルボットを任命した、このタルボットは後に昇進した。ポーレットは2隻をポーツマスまで連れ帰った。ポーツマスでは、コルポイズが散り散りになった戦隊を再編成していた。

## 戦闘後の両国とフランス艦
コルポイズはワイト島沖で、ロバストの艦長エドワード・ソーンバラから、4月11日の早朝に、ハンニバルがフランス艦ジャンティーユの拿捕に成功したことを知らされた。ジャンティーユの艦長は、はるかに優勢なイギリス軍を目前にして戦わずして降伏し、解放水域で自分の艦が拿捕されたことにショックを隠し切れなかった。ハンニバルのジョン・マーカム艦長はこれに対して、誇らしげに「ハンニバルは魔女の如く航行する」と述べた。その後ハンニバルはロバストと合流してフラテルニテを追跡し、凪の時期に入って相手に遅れを取る前に、フラテルニテの数か所を砲撃することに成功した。数日間の追跡の後、フラテルニテの艦長は艦上の大砲と物資を海に捨てて艦を軽くし、ついに追手を逃れて、その後ブレスト艦隊に加わり、多くの作戦に従事した。グロワールとジャンティーユはイギリス海軍に売却され、コルポイズ艦隊の全乗組員が、事前の取り決めにより賞金を手にした。しかしいずれの艦も状態が良好であるとは言えず、イギリス艦隊で就役した期間は長くはなかった。コルポイズはポーツマスでの修理を短期間で終えると、戦隊と共にブレスト封鎖に戻り、その年いっぱい封鎖の任務についた。　　　